# Ган Яків Йосипович
Яків Йосипович Ган (справжнє прізвище — Каган; нар. 12 грудня 1900, Київ — пом. 29 березня 1968, Черкаси) — український радянський журналіст, театрознавець і театральний критик.

## З біографії
Народився 29 листопада [12 грудня] 1900 року в місті Києві (нині Україна). Протягом 1930—1933 років навчався у Київському інженерно-будівельному інституті.
Помер в Черкасах 29 березня 1968 року. Похований у Києві.

## Творчість
Автор книг:
- «Терентій Петрович Юра» (1940);
- «Мар'ян Михайлович Крушельницький» (1960);
- «Олександр Іванович Сердюк» (1960).

Написав спогади про Оксану Петрусенко.